# رونالد فير
رونالد فير (بالإنجليزية: Ronald Fair)‏ (27 أكتوبر 1932، شيكاغو في الولايات المتحدة)؛ شاعر، مخرج أفلام، فنان وروائي أمريكي.

## روابط خارجية
- رونالد فير على موقع IMDb (الإنجليزية)
- رونالد فير على موقع ألو سيني (الفرنسية)
- رونالد فير على موقع ميوزك برينز (الإنجليزية)
- رونالد فير على موقع أول موفي (الإنجليزية)
- رونالد فير على موقع كينوبويسك (الروسية)